# John Thomas Duckworth
Sir John Thomas Duckworth (Leatherhead, 9 febbraio 1748 – Plymouth, 31 agosto 1817) è stato un ammiraglio britannico.

## Biografia
Si distinse nel 1778 combattendo davanti a Grenada al comando del commodoro John Byron e dell'ammiraglio Charles Henri d'Estaing. Contribuì nel 1794 alla vittoria riportata dai britannici su Louis Thomas Villaret de Joyeuse nei pressi di Capo Lizard. Nel 1798, realizzò la presa di Minorca e per ricompensa venne nominato governatore della Giamaica.
Nel 1802 bloccò la colonia francese di Saint-Domingue obbligando Marie-Joseph Donatien de Vimeur de Rochambeau ad arrendersi e nel 1806 sbaragliò una squadra navale inviata a riprendere possesso dell'isola nella Battaglia di Santo Domingo.
Nel 1807 entrò nei Dardanelli, al comando dell'Operazione Dardanelli, giungendo davanti a Costantinopoli nonostante gli sforzi difensivi dell'ambasciatore francese Orazio Sebastiani e della spia Vincent Yves Boutin. 

Lasciò il servizio lo stesso anno e fu governatore di Terranova dal 1810 al 1812.
Venne nominato baronetto Duckworth Topsham della contea del Devon nel 1813. Suo figlio John Thomas Buller Duckworth ereditò il titolo dopo la sua morte.